# Чаевич, Илларий-Филипп Альбертович
Илларий-Филипп Альбертович Чаевич (пол. Hilary Filip Czajewicz; 1841—1877) — российский врач; доктор медицины, автор множества научных трудов.

## Биография
Родился 14 (26) июля 1841 года. Окончил курс в мужской гимназии города Варшавы, затем получил медицинское образование в Варшавской медико-хирургической академии, а после продолжил обучение в Варшавской главной школе, где в 1864 году получил звание лекаря.
В 1869 году Чаевич получил в Варшавской главной школе степень доктора медицины защитив диссертацию на тему «O tkance tłuszczowej i jej znaczeniu fizyologicznem, ze szczególnym względem na rolę tłuszczów w zmianie materyi».
Дальнейшая служба Чаевича проходила в Варшавском госпитале Святого Роха.
В 1877 году он был командирован за границу для изучения новейших усовершенствований в деле обустройства медицинских учреждений.
Илларий-Филипп Альбертович Чаевич умер 29 июля (10 августа) 1877 года.

## Избранная библиография
- «Микроскопическое исследование жировой ткани относительно строения ее, развития, регрессивного изменения и воспалительного разращения» (Archiv. v. Reichert u. Du Bois Reymond, 1866, 289—320).
- «Zupełne zacisnięcie swiatła kiszek cienkich w trzech miejscach, skutkiem częsciowego zapalenia otrzewnej, przy opadnięciu macicy i pochwy» («Gazeta lekarska», т. I, 1866 г., стр. 65—70);
- «Ostry reumatyzm stawów z zapaleniem wsierdzia». («Gazeta lekarska», т. III, 1867 г., стр. 33—37);
- «O początku i szerzeniu się cholery» («Gazeta lekarska», т. III, стр. 121—126, 142—147);
- «O tkance tłuszczowej i jej znaczeniu fizyologicznem, ze szczególnym względem na rolę tłuszczów w zmianie materyi», Варшава, 1867, 8° и перевод этой диссертации на немецкий язык в Archiv Reichert’а и Du Bois Reymond, 1866 г., стр. 289—320;
- «Pląsawica (chorea) uleczona wodanem chloralu» («Klinika», т. VI, 1870 г., стр. 209—212);
- «Rys historyczny szpitala Sw. Rocha w Warszawie», Варшава. 1872. 8°;
- «Wyciąg z urzędowego sprawozdania D-ra Czajewicza, delegowanego przez ministra spraw wewnętrznych, w r. 1872, do zwiedzenia znakomitszych szpitali Austryi, Francyi, Niemiec i Petersburga (o sposobach odswiezenia powietrza w szpitalach)» (Gazeta lekarska, том XVI, 1874 г., стр. 54—58, 87—91, 103—108)[3].